# The Fratellis
The Fratellis sono un gruppo musicale indie rock scozzese, formatosi a Glasgow nel 2005.

## Storia
The Fratellis, costituiti da Jon Fratelli, Barry Fratelli e Mince Fratelli, si sono esibiti per la prima volta il 4 marzo 2005 all'O'Henry's Bar, a Glasgow, e da allora si sono preparati per la produzione del loro primo disco. The Fratellis EP è uscito il 3 aprile 2006, e comprendeva le canzoni Creeping Up The Backstairs, Stacie Anne e The Gutterati?.
Almeno nei primi tempi della band l'origine del nome "The Fratellis" era sconosciuta: alcuni sostenevano che derivasse dal film del 1985 I Goonies (voce smentita però dalla band stessa al Jonathan Ross Show, trasmesso dalla BBC Radio 2), e un'intervista concessa al mensile Tribe sembrava indicare derivasse da una delle loro prime canzoni. Le speculazioni sono state messe a tacere nelle interviste più recenti, in cui hanno affermato che deriva dal cognome della madre di Barry, ed è stato scelto solo per come suonava.
In seguito ad una esibizione a Top of the Pops, la New Musical Express scrive un articolo di due pagine su The Fratellis in cui li proclama "la migliore nuova band inglese". Il 25 agosto, 2006, al The Friday Night Project, insieme a Cheryl Cole, Kimberley Walsh e Sarah Harding delle Girls Aloud, suonano alcune canzoni, fra cui Chelsea Dagger.
Il loro primo album in studio, Costello Music, è uscito l'11 settembre 2006, ha ricevuto netta approvazione dalla critica ed è presto arrivato alla posizione numero 2 delle classifiche inglesi.
Il singolo Flathead è stato scelto dalla Apple come colonna sonora di due spot del proprio lettore portatile mp3 iPod.
Il 31 maggio 2008 hanno aperto il concerto dei Negramaro a San Siro.
Nell'aprile del 2010 sia il cantante Jon Lawler sia il bassista Barry Wallace hanno annunciato sui rispettivi siti l'intenzione di non registrare più musica insieme: "Al momento non abbiamo piani per registrare insieme - ha scritto Lawler - Certe volte pensiamo che sia meglio così. Io, Mince e Baz stiamo sì suonando, ma non insieme. In questo momento ci siamo accorti di voler sì continuare a suonare, ma non insieme: è questo il punto". Gli ha fatto eco Wallace.
Il 4 giugno 2012 i The Fratellis annunciano che si sarebbero ritrovati a suonare assieme dopo più di 3 anni per un concerto benefico. Tre mesi dopo il gruppo si riunisce e annunciano che stanno lavorando per un terzo album, che finiscono di registrare il 4 febbraio 2013. L'album, dal titolo "We Need Medicine", esce in Europa il 7 ottobre 2013 e negli USA il giorno successivo. 
Nell'agosto 2015 viene pubblicato il quarto album in studio Eyes Wide, Tongue Tied, registrato e scritto a Los Angeles e prodotto da Tony Hoffer. Il 16 marzo 2018 esce il loro quinto album in studio intitolato In Your Own Sweet Time anticipato da due singoli usciti all'inizio del 2018: I've Been Blind e Starcrossed Losers. Il 7 settembre 2018 pubblicano l'inedito Let's go. Il 2 aprile 2021 pubblicano il sesto album Half Drunk Under A Full Moon, più volte rimandato nel corso del 2020 a seguito della pandemia di COVID-19.

## Formazione
- Jon Fratelli (John Lawler) - voce, chitarra
- Barry Fratelli (Barry Wallace) - basso, chitarra
- Mince Fratelli (Gordon McRory) - batteria, banjo, chitarra e seconda voce

## Discografia

### Album studio
- 2006 - Costello Music
- 2008 - Here We Stand
- 2013 - We Need Medicine
- 2015 - Eyes Wide, Tongue Tied
- 2018 - In Your Own Sweet Time
- 2021 - Half Drunk Under a Full Moon

### EP
- 2006 - The Fratellis EP
- 2007 - Flathead
- 2007 - Ole Black 'n' Blue Eyes

### Singoli
- 2006 - Henrietta
- 2006 - Chelsea Dagger
- 2006 - Whistle For The Choir
- 2007 - Flathead
- 2007 - Baby Fratelli
- 2007 - Ole Black 'n' Blue Eyes
- 2008 - Mistress Mabel
- 2008 - Look Out Sunshine!
- 2008 - A Heady Tale
- 2013 - Seven Nights, Seven Days
- 2014 - She's Not Gone Yet But She's Leaving
- 2018 - Starcrossed Losers
- 2018 - I've Been Blind
- 2018 - Let's go